# Обершлајсхајм
Обершлајсхајм (њем. Oberschleißheim) општина је у њемачкој савезној држави Баварска. Једно је од 29 општинских средишта округа Минхен. Према процјени из 2010. у општини је живјело 11.293 становника. Посједује регионалну шифру (AGS) 9184135.

## Географски и демографски подаци
Обершлајсхајм се налази у савезној држави Баварска у округу Минхен. Општина се налази на надморској висини од 483 метра. Површина општине износи 30,6 km². У самом мјесту је, према процјени из 2010. године, живјело 11.293 становника. Просјечна густина становништва износи 369 становника/km².